# 33.ª Divisão (Japão)
A 33ª Divisão foi uma divisão de infantaria do Império do Japão que serviu durante a Segunda Guerra Mundial. A divisão foi formada no dia 7 de fevereiro de 1939 em Sendai, sendo desmobilizada no mês de setembro de 1945 com o fim da guerra.

## Comandantes
| Comandante                 | Data                                        |
| -------------------------- | ------------------------------------------- |
| Lt. General Jutaro Amakasu | 9 de março de 1939 - 20 de janeiro de 1941  |
| Lt. General Shozo Sakurai  | 20 de janeiro de 1941 - 11 de março de 1943 |
| Lt. General Genzo Yanagida | 11 de março de 1943 - 16 de maio de 1944    |
| Lt. General Nobuo Tanaka   | 16 de maio de 1944 - 30 de setembro de 1945 |

## Crimes de Guerra
Soldados do 3º Batalhão, 215. Regimento de Infantaria juntamente com a Kempeitai mataram cerca de 600 civis em Kalagong, Birmânia, no dia 7 de julho de 1945 durante operações anti-guerrilha.

## Subordinação
- 11º Exército - 15 de março de 1939
- 15º Exército - 6 de novembro de 1941
- Exército de Campo da Birmânia - 1945

## Ordem da Batalha
- 33. Grupo de Infantaria (desmobilizada no dia 22 de novembro de 1944)
- 213. Regimento de Infantaria
- 214. Regimento de Infantaria
- 215. Regimento de Infantaria
- 33. Regimento de Reconhecimento
- 33. Regimento de Artilharia de Montanha
- 33. Regimento de Engenharia
- 33. Regimento de Transporte
- Unidade de comunicação